# Neuvième législature d'Andorre
VIIIe
La neuvième législature d'Andorre est un cycle parlementaire andorran du Conseil général, qui s'ouvre le 26 avril 2024, à la suite des élections législatives de 2023.

## Gouvernement

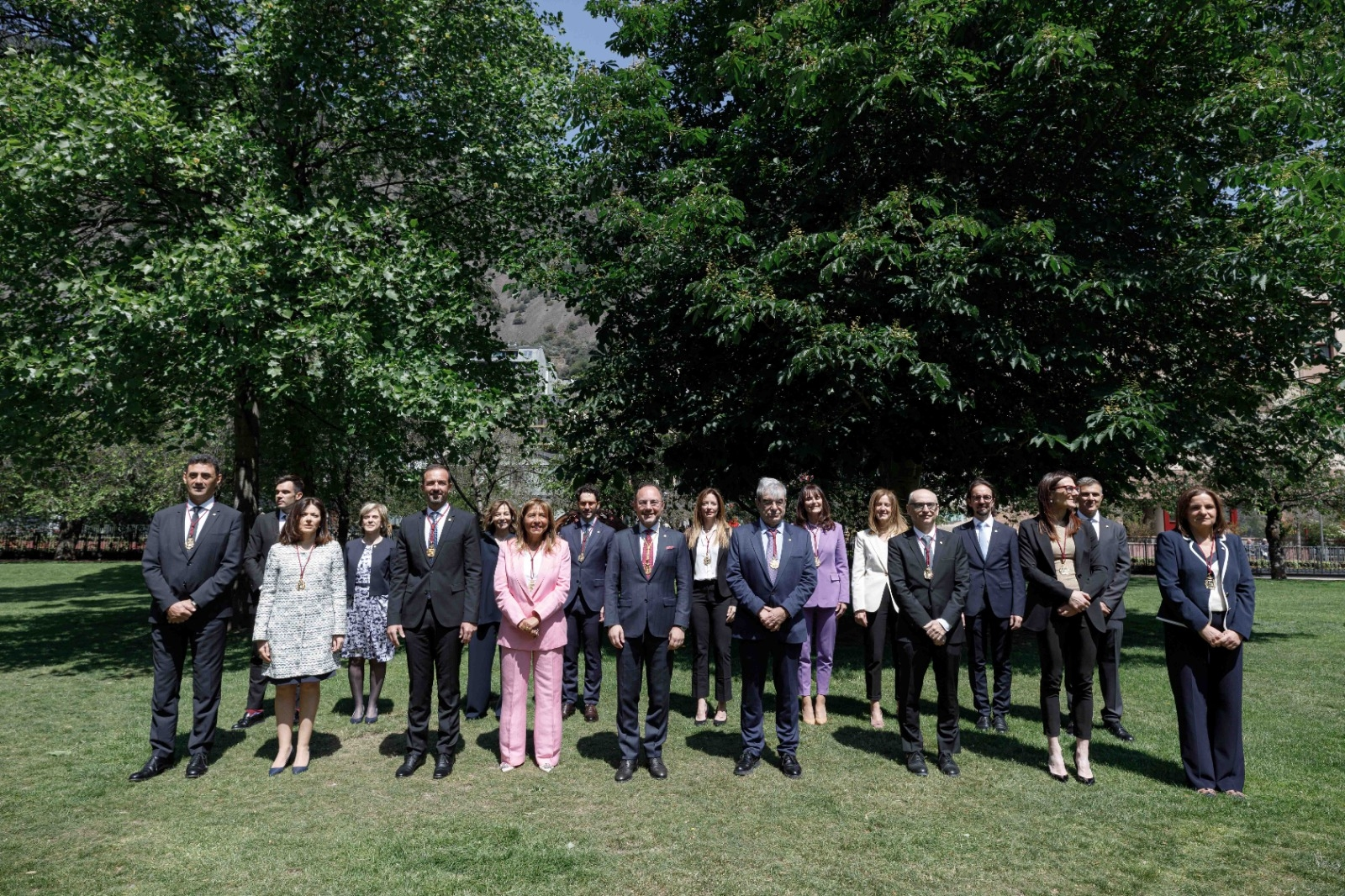
Photo de famille du nouveau gouvernement de Xavier Espot Zamora.

Le parti Démocrates pour Andorre et ses alliés — Citoyens engagés et Action pour Andorre — arrive en tête des élections législatives de 2023 en remportant la majorité absolue des sièges au Conseil général, permettant ainsi au chef du gouvernement sortant, Xavier Espot Zamora, de se maintenir,,. 
Xavier Espot Zamora est réélu le 10 mai 2023 par les conseillers généraux et prête serment le 15 mai à la Casa de la Vall,. Il nomme ses onze ministres le 16 mai qui prêtent serment le lendemain,.

## Groupes parlementaires

Composition du Conseil général après les élections de 2023
DA (14)
C (5)
PS (3)
AE (3)
CC (2)
Acció (1)

| Groupe politique | Groupe politique | Groupe politique | Conseillers généraux | Président déclaré                       |
| ---------------- | ---------------- | ---------------- | -------------------- | --------------------------------------- |
|                  | DA               | Démocrate        | 13                   | Jordi Jordana Rossell                   |
|                  | Concorde         | Concorde         | 5                    | Cerni Escalé Cabré                      |
|                  | CC               | Citoyens engagés | 3                    | Carles Naudi d'Areny-Plandolit Balsells |
|                  | PS               | Social-démocrate | 3                    | Judith Casal Álvarez                    |
|                  | AE               | Andorre en avant | 3                    | Carine Montaner Raynaud                 |
|                  | Non-inscrit      | Non-inscrit      | 1                    |                                         |
| Total des sièges | Total des sièges | Total des sièges | 28                   |                                         |

## Liste des conseillers généraux

### Membres de la Syndicature
| Conseiller général      | Circonscription     | Date de naissance | Groupe parlementaire | Groupe parlementaire | Qualité                      |
| ----------------------- | ------------------- | ----------------- | -------------------- | -------------------- | ---------------------------- |
| Carles Enseñat Reig     | Nationale           | 20 février 1985   |                      | DA                   | Syndic général               |
| Sandra Codina Tort      | Ordino              | 30 juillet 1968   |                      | CC                   | Sous-syndic général          |
| Maria Àngels Aché Feliu | Sant Julià de Lòria | 26 mars 1975      |                      | Concorde             | Secrétaire de la syndicature |
| Carolina Puig Montes    | Nationale           | 29 juin 19793     |                      | DA                   | Secrétaire de la syndicature |

### Conseillers généraux
Les membres de la syndicature présents ci-dessus ne sont pas indiqués dans le tableau. Les conseillers généraux sont présentés par ordre alphabétique.
| Conseiller général                      | Circonscription     | Date de naissance | Groupe parlementaire | Groupe parlementaire | Qualité |
| --------------------------------------- | ------------------- | ----------------- | -------------------- | -------------------- | --- |
| Meritxell Alcobé Font                   | Canillo             | 8 septembre 1978  |                      | DA                   | |
| Noemí Amador Pérez                      | Nationale           | 8 mai 1983        |                      | AE                   | Présidente de la commission des Affaires sociales et de l'Égalité |
| Pere Baró Rocamonde                     | Nationale           | 2 août 1991       |                      | PS                   | Vice-président de la commission de l'Économie |
| Pol Bartolomé Areny                     | Sant Julià de Lòria | 28 décembre 1995  |                      | Concorde             | Vice-président de la commission de la Politique étrangère |
| Salomó Benchluch Ayach                  | Escaldes-Engordany  | 3 septembre 1967  |                      | DA                   | Vice-président de la commission des Affaires sociales et de l'Égalité                                                                                                 |
| Jordi Casadevall Touseil                | Nationale           | 14 avril 1979     |                      | Concorde             | Président de la commission de la Politique territoriale, de l'Urbanisme et de l'Environnement                                                                         |
| Judith Casal Álvarez                    | Nationale           | 6 août 1976       |                      | PS                   | Présidente de groupe |
| Berna Coma González                     | Ordino              | 21 mars 1969      |                      | DA                   | Présidente de la commission de la Politique étrangère |
| Cerni Escalé Cabré                      | Nationale           | 23 juin 1987      |                      | Concorde             | Président de groupe Président de la commission de la Justice, l'Intérieur et des Affaires institutionnelles Vice-président de la commission des Finances et du Budget |
| Jordi Jordana Rossell                   | Canillo             | 3 août 1960       |                      | DA                   | Président de groupe |
| Manuel Linares Folgueiras               | Nationale           | 8 juillet 1975    |                      | CC                   | Président de la commission de la Santé |
| Meritxell López Guitart                 | Nationale           | 11 septembre 1991 |                      | DA                   | Présidente de la commission d'Économie |
| Marc Magallon Font                      | Escaldes-Engordany  | 2 février 1968    |                      | DA                   | Vice-président de la commission de l'Éducation, la Recherche, la Culture, la Jeunesse et les Sports                                                                   |
| Pere Marsenyach Bataille                | Encamp              | 20 janvier 1978   |                      | DA                   | |
| Maria Martisella González               | Encamp              | 14 juillet 1985   |                      | DA                   | Président de la commission de suivi et de pérennisation des pensions de la Caisse andorrane de sécurité sociale                                                       |
| David Montané Amador                    | La Massana          | 21 décembre 1973  |                      | DA                   | Président de la commission des Finances et du Budget |
| Carine Montaner Raynaud                 | Nationale           | 6 juin 1978       |                      | AE                   | Présidente de groupe Vice-présidente de la commission de suivi et de pérennisation des pensions de la Caisse andorrane de sécurité sociale                            |
| Marc Monteagudo Torres                  | Nationale           | 16 août 1987      |                      | AE                   | |
| Carles Naudi d'Areny-Plandolit Balsells | La Massana          | 5 décembre 1975   |                      | CC                   | Président de groupe |
| Víctor Pintos Morell                    | Andorre-la-Vieille  | 10 décembre 1961  |                      | NI                   | |
| Gemma Riba Casal                        | Nationale           | 11 juin 1972      |                      | DA                   | Vice-présidente de la commission de la Politique territoriale, de l'Urbanisme et de l'Environnement                                                                   |
| Sílvia Riva González                    | Andorre-la-Vieille  | 18 mars 1979      |                      | DA                   | Vice-présidente de la commission de la Justice, l'Intérieur et des Affaires institutionnelles                                                                         |
| Núria Segués Daina                      | Nationale           | 5 mai 1988        |                      | Concorde             | Vice-présidente de la commission de la Santé |
| Susanna Vela Palomares                  | Nationale           | 19 mars 1966      |                      | PS                   | Présidente de la commission de l'Éducation, la Recherche, la Culture, la Jeunesse et les Sports                                                                       |

### Mandats clos en cours de législature
| Conseiller général      | Circonscription    | Raison                   | Groupe parlementaire     | Groupe parlementaire | Remplaçant                | Date de remplacement |
| ----------------------- | ------------------ | ------------------------ | ------------------------ | -------------------- | ------------------------- | -------------------- |
| Xavier Espot Zamora     | Nationale          | Élu chef du gouvernement |                          | DA                   | Gemma Riba Casal          | 25 mai 2023          |
| Raül Ferré Bonet        | Nationale          | Nommés au gouvernement   |                          | CC                   | Manuel Linares Folgueiras | 25 mai 2023          |
| Guillem Casal Font      | Canillo            | Nommés au gouvernement   |                          | DA                   | Meritxell Alcobé Font     | 25 mai 2023          |
| Jordi Torres Falcó      | Encamp             | Nommés au gouvernement   | Pere Marsenyach Bataille | DA                   |                           | 25 mai 2023          |
| Conxita Marsol Riart    | Andorre-la-Vieille | Nommés au gouvernement   | Víctor Pintos Morell     | DA                   |                           | 25 mai 2023          |
| Trinitat Marín González | Escaldes-Engordany | Nommés au gouvernement   | Salomó Benchluch Ayach   | DA                   |                           | 25 mai 2023          |
| Alain Cabanes Galian    | Andorre-la-Vieille | Nommés au gouvernement   | Sílvia Riva González     | DA                   |                           | 25 mai 2023          |